# Denis Godla
Denis Godla (ur. 4 kwietnia 1995 w Kieżmarku) – słowacki hokeista, reprezentant Słowacji.

## Kariera
- MHK Kieżmark U18 (2009–2010)
- HK Spiska Nowa Wieś U18 (2010–2012)
- HK Spiska Nowa Wieś U20 (2011–2013)
- HK Spišská Nová Ves (2012/2013)
- HK Orange 20 (2012/2013)
- Slovan Bratysława (2013-2014)
- Slovan Bratysława (2013/2014)
- HK Orange 20 (2014-2015)
- ŠHK 37 Piešťany (2015)
- Hermes (2015-2016)
- KalPa (2016-2019)
  -  IPK (2016/2017)
- HC Kladno (2019-2020)
- HC Litvínov (2020-2023)

Wychowanek MHK Kežmarok. Później grał w ekstralidze słowackiej oraz w KHL w barwach Slovana Bratysława. Od września 2015 zawodnik klubu Hermes w drugiej lidze fińskiej Mestis. Od kwietnia 2016 zawodnik Kalevan Pallo w pierwszoligowych fińskich rozgrywkach Liiga. Od września wypożyczony do IPK. Przedłużał kontrakt z KalPa o rok w styczniu 2017, o dwa lata w grudniu 2017. We wrześniu 2019 został zawodnikiem czeskiego klubu z Kladna, a w maju 2020 przeszedł do HC Litvínov. W kwietniu 2023 odszedł z tego klubu.
Występował w kadrach juniorskich kraju na turniejach mistrzostw świata do lat 18 edycji 2013, mistrzostw świata do lat 20 edycji 2015. W kadrze seniorskiej Słowacji uczestniczył w turnieju mistrzostw świata edycji 2018, 2019.

## Sukcesy
Reprezentacyjne
- Brązowy medal mistrzostw świata juniorów do lat 20: 2015

Klubowe
- Srebrny medal mistrzostw Finlandii: 2017 z KalPa
- Puchar Spenglera: 2018 z KalPa

Indywidualne
- Puchar Tatrzański 2014:
  - Najlepszy obrońca turnieju
- Mistrzostwa Świata Juniorów w Hokeju na Lodzie 2015/Elita:
  - Pierwsze miejsce w klasyfikacji liczby obronionych strzałów w turnieju: 224[9]
  - Czwarte miejsce w klasyfikacji skuteczności interwencji: 92,56%
  - Piąte miejsce w klasyfikacji skuteczności interwencji: 2,76
  - Jeden z trzech najlepszych zawodników reprezentacji w turnieju[10]
  - Skład gwiazd turnieju[11]
  - Najlepszy bramkarz turnieju[12]
  - Najbardziej Wartościowy Zawodnik (MVP) turnieju[13]